# (1715) Salli
(1715) Salli es un asteroide perteneciente al cinturón de asteroides descubierto el 9 de abril de 1938 por Heikki A. Alikoski desde el observatorio de Iso-Heikkilä en Turku, Finlandia.
Está nombrado en honor de la esposa del descubridor.